# Watermael-Boitsfort
Watermael-Boitsfort în franceză sau Watermaal-Boosvoorde în neerlandeză (ambele sunt denumiri oficiale) este una din cele 19 comune din Regiunea Capitalei Bruxelles, Belgia. Este situată în partea de sud-est a aglomerației Bruxelles, și se învecinează cu comunele Bruxelles, Uccle și Auderghem, din Regiunea Capitalei și cu comunele Hoeilaart, Overijse și Sint-Genesius-Rode situate în Regiunea Flandra.

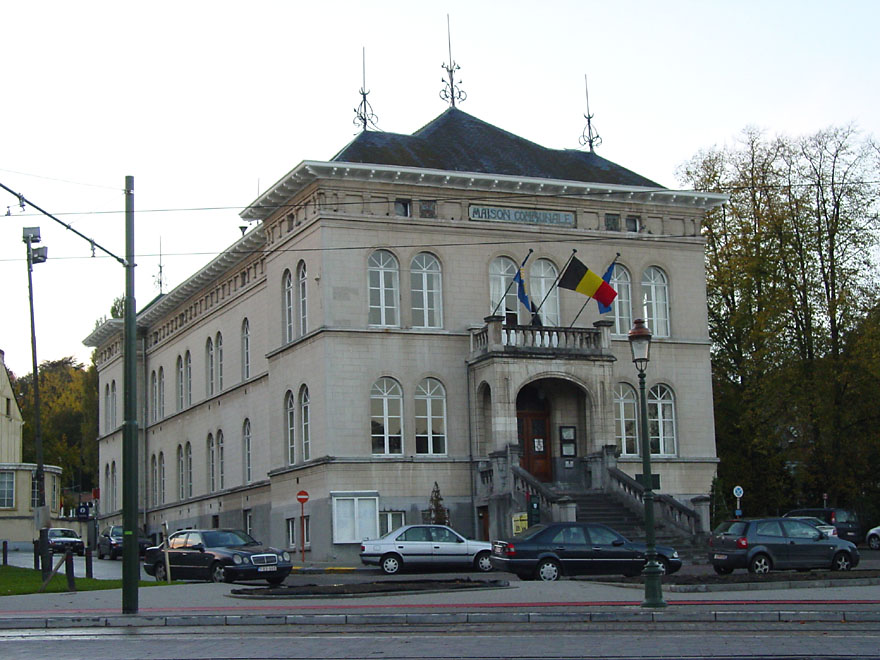
Primăria

Pădurea Soignes (neerlandeză Zoniënwoud, franceză Forêt de Soignes) ocupă peste 60% din teritoriul comunie ceea ce face ca aceasta să fie comuna cu cea mai mică densitate din regiunea capitalei. 
Comuna a fost formată în 1811 prin unirea a trei comune (Watermael, Boitsfort și Auderghem) înființate în 1794 în timpul Revoluției Franceze, dar în 1863 comuna Auderghem devine comună separată. 

## Orașe înfrățite
- Chantilly, Franța;
- Annan, Scoția, Regatul Unit;

1. ↑  Totale oppervlakte volgens het Kadasterregister, België, gewesten en provincies (în neerlandeză), Algemene Directie Statistiek[*]